# べるぜバブ
『べるぜバブ』（BEELZEBUB）は、田村隆平による日本の漫画作品。『週刊少年ジャンプ』（集英社）2008年37・38号の第4回金未来杯を受賞し、2009年13号から2014年13号まで連載された。累計部数は240万部以上。話数単位は「バブ○○」。『少年ジャンプNEXT!!』2014 vol.2から2015 vol.1まで「べるぜバブ 番外編」を連載した。

## あらすじ
2008年4月のある日。「天下の不良高校」と言われる石矢魔高校の中でも凶悪無比な強さから「アバレオーガ」と恐れられる男子高校生・男鹿辰巳は、喧嘩の最中に川に流れてきたおっさんを割り、中から出てきた赤ん坊を拾う。その赤ん坊は、普通の子ではなく人類を滅ぼすために魔界から送り込まれた大魔王の息子・カイゼル・デ・エンペラーナ・ベルゼバブ4世（通称ベル坊）だった。ベル坊にすっかり気に入られてしまった男鹿はベル坊の侍女悪魔・ヒルダの監督の下、不本意ながらも魔王の親となり子育てをすることになる。はじめはベル坊を誰かに押し付けようとする男鹿だったが、次第にベル坊の親としての自覚と絆を強めていく。

## 登場人物
ここでは一部の主要人物のみ記載する。声優はJSAT'10版のアニメ・テレビアニメ版、VOMIC第1弾の順とする。
男鹿辰巳（おが たつみ）
声 - 小西克幸 / 同左
本作の主人公。「アバレオーガ」の異名を持つ男子高校生。偶然ベル坊を拾い、ひょんなことから彼の育ての親となる。
ベル坊 / カイゼル・デ・エンペラーナ・ベルゼバブ4世
声 - 沢城みゆき / 藤村歩
大魔王の息子である赤ん坊。人間界に送られて偶然出会った男鹿に拾われ、育てられることになった。
ヒルダ / ヒルデガルダ
声 - 伊藤静 / 植田佳奈
ベル坊に仕える侍女悪魔の女性。キツイ性格だがベル坊へは愛情を持って接している。彼を探して人間界に来た。
古市貴之（ふるいち たかゆき）
声 - 水島大宙 / 近藤孝行
男鹿の幼馴染にして親友。常識人。ベル坊のことを知る数少ない人間でもある。

## 用語

### 悪魔関係
悪魔（あくま）
魔界に住む種族。外見は人間と何ら変わりはない（ヨップル星人等の例外もある）が、大抵の悪魔はかなりの戦闘力を持つ。人間界にいる時は魔力を制限されるが、人間の血を体内に取り込みその人間と契約することで真の力を発揮し、人間とのシンクロ度合が高くなる程より大きな魔力を引き出せる（ただし、魔力は人間にとっては毒のようなものらしく、契約者にはある程度の強さを持つ者でなければ耐えられず、相性も関係するらしい）。アクババなどの動物的な外見を持つ悪魔は、「魔獣（まじゅう）」と呼称される。
侍女悪魔（じじょあくま）
その名の通り主に仕える為に存在する女性の悪魔。仕える主も仕える場所も生まれる前から決まっている。作中ではヒルダやイザベラ達がこれに当たる。
次元転送悪魔（じげんてんそうあくま）
次元を超えて人間界と魔界を行き来したり、遠く離れた場所に行ったりするなど空間を自由に移動する能力を持つ悪魔。死期を悟ると姿を消す習性がある。作中ではアランドロンやアンジェリカ、ヨルダがこれに当たる。
邪竜族（じゃりゅうぞく）
魔界屈指の戦闘民族。ベヘモット34柱師団は主に彼らによって構成されている。人間で言う耳の辺りに巨大なエラが付いているのが特徴で、それ以外は他の悪魔と同様に人間の容姿をしている。ただし、このエラは「ファッション」であり自前のものではない（実際、ベヘモットやアギエルなど普通に耳が見えている者がちらほらいる）。
シーサリオン
魔界の生存競争に敗れ、大昔に人間界に移り住んだ悪魔種族。現在は「祓魔の獣神の使い」とも呼ばれている。作中ではコマちゃんがこれに当たる。
下級悪魔（かきゅうあくま）
魔界に属さず、実体を持たない悪魔。俗に「悪霊」と呼ばれる存在。作中では首切島に住み、人形にとり憑いた者達がこれに当たり、出馬もこの悪魔の子孫である。
具象悪魔（ぐしょうあくま）
大魔王に作られた悪魔。作中ではタマアンドポチがこれに当たる。
黄道十二門（こうどうじゅうにもん）
黄道十二星座をモチーフにした悪魔で、ミッチー曰く「七大罪とは一味違う」らしい。作中では蟹（キャンサー）・天秤（リブラ）・牡牛（タウロス）が登場している。
七大罪（ななたいざい）
かつて魔界がまだ混沌としていた時代に国を分けて勢力を争った7人の悪魔の王の総称。マモン・ルシファー・ベルフェゴール・レヴィアタン・サタン・アスモデウス・現在の大魔王のベルゼバブ3世がこれに当たる。現在は大魔王を除く6人は力を失っており、さらにソロモン商会に協力したアイリスによって商会の手中におさめられている。作中では7人の内、大魔王・ルシファー・マモン・サタンが登場している。

コントラクトスペル
悪魔と契約することで体のどこかに現れる呪印。単に「紋章」とも呼ばれ、契約する悪魔によって形状は異なる。紋章は契約した悪魔とシンクロすればするほど全身に広がるが、同時に悪魔に近づいていることも意味しており、完全に悪魔化すれば人間に戻れなくなる（早乙女曰く「悪魔に魂を売る」ことになる）。また、鷹宮によると紋章は体のどこかに出現させ続けているだけでも魔力を消費し、早乙女ほどの達人になれば使い方もコンパクトになるらしい。　
蠅王紋（ゼブルスペル）
コントラクトスペルの一種。男鹿の右手の甲に刻印されたベル坊との正式契約の証。王家の紋章で過去数千年で刻印された人間は数える程しかおらず、ベル坊との同調が増えるほど紋様も複雑になっていき、男鹿は一度紋章が全身に広がったことがある。
現在の登場人物の中で蠅王紋が発現した人間は、入れ墨で蠅王紋を入れていた東条を除いて男鹿と早乙女のみ。
奈須と契約した悪魔の紋章
牛の角と鼻輪を合わせたような形状をしている。また、戦闘時には男鹿と同じ様に全身に広がったが、紋章術を使っているため問題はない模様。
ルシファーの紋章
6つの羽を持つ天使の様な形状をしている。
市川と契約した悪魔の紋章
笑った口の様な形状をしている。
キャンサーの紋章
円の中に蟹座のマークを入れたような形状をしている。
リブラの紋章
円の中に天秤座のマークを入れたような形状をしている。

王臣紋（おうしんもん）
命尽きるまで王（悪魔とその契約者）に従うことを誓った者にのみ与えられる戦士の称号。従う悪魔の紋章の一部に数字が刻まれたような形状をしており、これを与えられた者達を「王臣」と呼ぶ。出現した順に「1」から数字が表れ、王への忠誠心が高いほど「1」に近くなる。これが出現すると身体能力と傷の回復力が飛躍的に上がり、魔力耐性も得られるが、本来は血の滲むような鍛錬があって初めて発揮されるものらしい。数字は王への忠誠の度合いによって変動するらしく、後から出現した者が成果を上げ信頼を得れば数字が「1」に近くなる場合がある。また、詳細は不明だが対象者の魂を食べることで王臣紋の力を強化する事もできる。
紋章使い（スペルマスター）
悪魔と対等以上の契約を交わし、使役する者の呼び名。紋章術の使い手で、ヘカドス曰く「とっくに消え去った前時代の遺物」であるらしい。
該当者は早乙女・殺六縁起の6人・ソロモン・アキのり・ミッチー。
悪魔の肖像
ベル坊の母・アイリスの姿が描かれた巨大な絵。本来は大魔王の所有物でソロモン商会から久我山の手に渡ったが、男鹿達によって無事魔界に返された。
魔界のティッシュ
一見普通のポケットティッシュだが、ティッシュを丸めて鼻に詰めることでベヘモット34柱師団の悪魔とランダムで簡易契約を行い、思念体として召喚・憑依させることができる道具。ただし、副作用として使用者の体に大きな負担を掛け、最悪の場合命を落としかねない。召喚できる悪魔がベヘモット34柱師団限定なのは数十年前にベヘモットと大魔王が結んだ契約によるものである。悪魔の肖像を奪還した報酬として大魔王から古市の手に渡るが、無茶をしたためヒルダが取り上げた。その後、ソロモン商会の動きを警戒したヒルダにより再度古市に託される。
魔界のラジカセ
魔界で作られたラジオカセット。早乙女が修行時代に使っていた。録音した声の主を実態化して分身を作り出す機能を持ち、その分身は録音した声の主の潜在能力をそのまま引き出す。また、テープが反転する事で強さも大きく変わる模様。
転送玉（てんそうだま）
一瞬で別の地点に移動させる力を持つ小さな宝玉。ラミア曰く「次元転送悪魔を媒介にして作られる外法の魔具」。作中ではアスランやヨハンが所持していた。
遮断結界発生装置（しゃだんけっかいはっせいそうち）
ソロモン商会が所有する対悪魔専用の超魔力無効化システム。黒い正方形の形をしている。特定の悪魔だけを狙うことができ、その悪魔と契約者のリンクを切り魔力が使えないどころか認識すらさせない。宇多川曰く「国が傾くほど高価な物」らしい。藤との最終決戦では、姫川が学校と街中に2台設置した。
どこでも魔獣捕獲籠
魔界一と噂されつつある鉱物「硬化アクマタイト」を使用している籠で、どんな魔獣も逃がさない。籠の開閉にはキーブロック式を採用。これを解かないと蓋は開かない上に説明書が不親切。
子供用「魔動ミニ自動車」
大魔王がビンゴ大会で当てた代物で、子供の悪魔の微量な魔力でも動かせるおもちゃの車。ただし、魔力が強いベル坊などが乗ると暴走してしまう。どこでも魔獣捕獲籠と同じく説明書が不親切。
王熱病（おうねつびょう）
王族など、潜在魔力の高い者程かかりやすい知恵熱のようなもの。

### 武術・悪魔に関する技術
心月流（しんげつりゅう）
葵や一刀斎が使う剣術の流派。技には花の名前が入っている。道場はかつては「国盗りの門」とまで謳われていた。
出馬八神流（いずまはっしんりゅう）
出馬やその弟子である三木が使用する武術の流派。発祥は戦国時代の古武術と言われるが、八極拳を取り入れることで独自の進化を遂げてきた。
紋章術（もんしょうじゅつ）
悪魔との契約の証である紋章によって技を発動する術。魔力を制御し、悪魔とのシンクロによって人間に戻れなくなることを防ぐための技。
暗黒武闘（あんこくぶとう）
悪魔を従え魔力をコントロールする紋章術とは反対に悪魔を自らに憑依させその魔力を開放する禁術。男鹿が偶然編み出した「魔王の大晩餐会」がこれに当たる。元々は下級悪魔の憑依のノウハウを洗練させ、人間側についた悪魔と共に戦うための技。それ故魔界の悪魔には適さず早乙女さえも修得には至らなかった。また、葵曰く「王臣紋との相性は悪い」らしく、同時に使えば体は崩壊するとのこと。

### 高校
石矢魔高校（いしやまこうこう）
男鹿達が通う高校。不良達の巣窟であり「天下の不良高校」と呼ばれている（原作では「県下最強」、アニメ版では「全国最強」）。試験問題は普通の問題が書いてあるが、名前さえ書いていれば、全員入学できる程度のレベル。基本的に出席さえしていれば卒業できるが、MK5や鳳城等留年している者もいる（東条もギリギリ卒業できたらしい）。一応共学だが、初期は女子生徒がほぼ全員遠征に出かけていたため、女子率が凄まじく低かった。教師は存在するが、全員草食動物のように大人しい。設立当初から生徒達が問題を起こし続けたことが原因で、修学旅行などの学校行事が存在しない。派閥争いなど生徒同士の揉め事は日常茶飯事だが、他校生などの外敵との抗争の際には一致団結することが多い。
男鹿と東条の戦いが終わった後、男鹿の右腕に溜まって暴走した魔力を発散させるために殴った結果校舎が全壊し（アニメ本放送時は震災に伴う自主規制のためか、校舎の躯体が大きく曲がる程度に留められた。DVD版では従来通り全壊している）、2学期から生徒は他の高校に割り当てられた。悪魔野学園の一件を経てどこかの大富豪によって再建され、年が明けると同時に開校される。戻ってきた生徒達の殆どは転入先で番長となっており、男鹿達聖石矢魔勢に加え、大小30近い新勢力が誕生している。名前のモデルは作者の出身校である滋賀県立石山高等学校。
石矢魔東邦神姫（いしやまとうほうしんき）
石矢魔の4大勢力の通称で、東条・邦枝・神崎・姫川の頭文字から来ている。元ネタは東方神起。石矢魔高校全壊後、揃って聖石矢魔高校に転入した。
烈怒帝瑠（レッドテイル）
東邦神姫の一人である葵が総長を務めていた関東最強のレディース集団。現メンバーは一刀斎の修行を受けており、石矢魔や帝毛の不良達を凌ぐほどの戦闘力を持つ。初代総長は美咲で、2代目は鳳城。物語開始当初は3代目の葵が務めていた。後に葵が引退した為、4代目の寧々が務めている。「男を作るべからず」という掟の下、彼氏を作った時点で引退することが決まりであったが、初期メンバーの中では既に形骸化したものだった為、美咲の一存で撤廃される。
六騎聖とのバレーボール対決の際は、チアガール姿で応援した。悪魔野学園との戦いでは助っ人としてサテュラと共にルナナと対決した。石矢魔高校倒壊後は、魔女狩学園に転校した一部のメンバーが「真正烈怒帝瑠」を名乗って活動している。
石矢魔殺六縁起（いしやまさつりくえんぎ）
石矢魔高校倒壊後、聖石矢魔学園以外の高校に転校した生徒達の中でも特に噂になっている1年生の藤・鷹宮・奈須・赤星・鳳城・市川の6人を縁起物に準えてつけられた総称。全員がソロモン商会から悪魔の力を貸し与えられた「紋章使い」である。殺六縁起の中でも赤星・鳳城・市川を三王と呼び、その上の存在として藤・鷹宮・奈須を三怪と呼ぶ。6人の中でも悪魔の力を使いこなせたのは三怪だけらしい。
悪魔野学園（あくまのがくえん）
ベヘモットが「焔王のための学校」と称して、柱師団の拠点も兼ねて石矢魔高校跡地に建造させた学校。
元々は古市が石矢魔の面々に焔王捜索の協力を乞う際、焔王やベヘモット34柱師団を石矢魔を狙う他校生徒に仕立て上げる為にでっち上げた学校名である。
ジャバウォックの敗北後、焔王が大泣きしたせいで全焼した。

聖石矢魔学園（セントいしやまがくえん）
石矢魔高校復旧まで、男鹿達が通うことになった部活動が盛んな高校。六騎聖によって校内の秩序が保たれている。いわゆる優等生の校風で、筋金入りのヤンキー揃いである石矢魔の生徒達を恐れ「石ヤバ」と呼んだりと陰で蔑んでいるが、石矢魔の生徒に重傷を負わせてその行為を正当化するなど実際はかなりの問題児を抱えた高校である。石矢魔高校のメンバーは「全員バカだから」という理由で、学年に関係なく一つの教室にまとめられた。また、出馬によると彼自身も含めて悪魔と関係のある生徒が何人かいる模様。
学園祭のバレーボール対決以降、石矢魔高校に対する見方が多少軟化している。特に男鹿とベル坊に対しては好意的に見る生徒が多く、部員全員が女性である「ベルちゃんファンクラブ」も存在する。
六騎聖（ろっきせい）
聖石矢魔学園の生徒行事を取り仕切り、治安維持のために不良生徒を討伐している組織。優秀な成績を誇る聖石矢魔学園の部活動の中からトップクラスの人間が毎年6人選出され、生徒会を凌ぐ権限を持つ。メンバーの証として制服の襟の裏に獅子十字のエンブレムを付けているが、表にはそれぞれ好きなピンを付けているため一目では区別できない。
現在、石矢魔とのバレーボール対決で敗北したため、石矢魔の勝利条件によって六騎聖の権限は取り下げられている。ベヘモット34柱師団出現後は、出馬と三木は奈良へ修行に向かい、残りのメンバーも石動から事情を聞き石矢魔の生徒を無事母校に送り返すために彼らに協力する意志を見せた。悪魔野学園との戦いでは助っ人としてキリンと戦うが、男鹿がジャバウォックを倒したため殆ど見せ場が無く愚痴をこぼしていた。
帝毛工業（ていもうこうぎょう）
不良が多い男子校。校名の由来は「剃毛」。霧矢以外の全員がスキンヘッドなのが特徴。
影組（かげぐみ）
帝毛工業を裏で支配している真のトップ4（アニメでは帝毛の四天王と呼ばれている）。よく「ハゲ組」と間違えられるが三鏡以外は自分がハゲと認めており、男鹿からは「クリリン四兄弟」と呼ばれた。
全員が武道の心得があり、心月流の撫子を短期間にマスターするほどである。奈良から帰ってきた霧矢の下に付き聖石矢魔に訪れる。男鹿と三木に敗北後、強くなるために心月流道場を訪れその場で男鹿と再会。共に修行することになる。後に修行の成果を披露しようと再登場するが、神崎達に瞬殺された。出崎以外は葵に惚れている。

南珍比良高校（みなみちんぴらこうこう）
関東圏の男子校で、石矢魔高校に負けず劣らずの不良の巣窟。修学旅行先が同じ沖縄だったことで、男鹿達石矢魔の生徒達と遭遇する。最初は敵対的な態度を示していたが、男鹿が哀場を倒した事と本物の石矢魔の東邦神姫の名前によって従順な姿勢を見せる。
南珍比良高校東邦神姫
哀場の舎弟で南珍比良高校の幹部。東山・邦彦・神谷・姫路の4人組。東邦神姫に因んでつけられたが、彼らとは容姿・実力共にかけ離れている。
私立サンマルクス修道学院（しりつサンマルクスしゅうどうがくいん）
社会的権力を持つごく一部の特権階級の者のみが通うことを許される、超上流学校。敷地面積は数千坪で、山二つにまたがって広がっている。セキュリティは刑務所以上に厳しい。また、敷地に入るだけでも数千万もの金が必要で、学生服や学生証が百万単位で売れるという噂まである。
サンマルクスFCアンダーグラウンド
久我山が主催する賭け事として行なわれるファイトクラブ。有事の際の地下シェルターを改造して作られた闘技場で開催されている。
神曲高校（しんきょくこうこう）
藤がヘッドを務めていた高校。
王臣の数は100人で、石矢魔高校の生徒以外に神曲高校の生徒も含まれている模様。
堕天高校（だてんこうこう）
鷹宮がヘッドを務めていた高校。
石矢魔高校の新校舎完成後は姫川の加入により殺六縁起以外の少数勢力を傘下に収め「帝政石矢魔」体制を築いている。石矢魔高校の生徒達が転校した直後は石矢魔勢と堕天高校の不良との間で抗争が続いていたが、イギリスから帰国した鷹宮によって僅か一日で制圧される。
姫ラー（ひめラー）
姫川個人の傘下に入った者達の総称。彼への忠誠心を示すために競って姫川と同じ格好をしている。元堕天組やそれ以外の生徒達も含め、メンバーは200人以上存在する。鷹宮の王臣紋が出ていない者たちは姫川と共に聖石矢魔組に寝返る。

騒霊高校（そうれいこうこう）
奈須がヘッドを務めていた高校。
堕天高校と同様石矢魔高校の生徒が転校した当初は石矢魔勢と騒霊勢の抗争が続いていたが、ソロモン商会から悪魔の力を借り受け「紋章使い」となった奈須によって制圧される。幹部数人は王臣紋を持ち、東邦神姫を上回る実力を持つ。奈須を含め、幹部5人はバンドを組んでいる。
火炙高校（ひあぶりこうこう）
赤星がヘッドを務めていた高校。
魔女狩学園（まじょがりがくえん）
鳳城がヘッドを務めていた高校。通称「魔女学（まじょがく）」。
真正烈怒帝瑠（しんせいレッドテイル）→偽 烈怒帝瑠
鳳城を筆頭に、魔女学に転校した一部の烈怒帝瑠メンバーが結成した集団。鳳城の敗北後は葵によって「偽 烈怒帝瑠」に改名させられた。

鯖徒高校（さばとこうこう）
市川がヘッドを務めていた高校。
聖マリアン女学院谷百合会（せいマリアンじょがくいんたにゆりかい）
テレビアニメ第51話に登場した女子校で及び組織名。メンバーの外見や言動は非常に清楚だが、その実は関東全域の制覇を狙うレディース集団。烈怒帝瑠の総会があると聞きつけて葵の実家に大挙して乗り込んでくるが、メンバー全員がコマちゃんのセクハラ行為（葵以外にはコマちゃんの姿が見えないため、烈怒帝瑠のメンバーは「心霊現象」、本人達は「不気味な攻撃」と呼んでいた）に遭い、訳も分からないまま退散した。
なお、第51話のサブタイトル、及び学校・組織・メンバーの人名は全て『マリア様がみてる』のパロディ。

### 組織・勢力
ベヘモット34柱師団
王宮直属の武装集団で、焔王の家臣。魔界屈指の戦闘種族「邪竜族」で構成されている。焔王に王位を継承させる為にベル坊の契約者である男鹿を狙い、人間界に侵攻を開始した。焔王に害悪と判断した者は例え彼の侍女悪魔であろうと敵と見なす等、過激派である（ただし、中には人間や邪竜族以外の悪魔に対して偏見を持っていない者もいる）。団員数は総勢394人であり、団長以下10人の「柱爵」と24人の「柱将」が指揮を執っている。柱爵と柱将意外にもジャバウォックが外部から集めた彼直属の柱と呼ばれる者達が存在する。
石矢魔高校跡地に「悪魔野学園」の校舎を建て、そこを根城にして男鹿抹殺を企てるが失敗に終わる。その後は月一でファミレスに行くなど、人間界で気ままに暮らしている様子。後にソロモン商会によって数名の団員が拉致されていることが明らかになった。
ジャバウォック直属の柱
ジャバウォックが外部から集めた3人の部下。彼らも神話・伝承に登場する怪物の名前がモデル。
柱爵（ちゅうじゃく）
約10名存在し、由緒あるドラゴンの名前が与えられるが、ドラゴンよりも神話・伝承に蛇の名前がモデルである者が多い。2名もしくは3名の柱将を部下に持つ。
柱将（ちゅうじょう）
柱爵直属の部下で約14名存在し、下っ端の兵を従える。この階級の団員の名前は「デーモンのアルファベット」に由来している。
一般兵
下っ端の兵には元々柱師団に所属している者とジャバウォックが魔界から連れてきた者の2つが存在する。しかしジャバウォックが連れてきた兵はバジリスク曰く「ガラが悪い」らしく、ヒルダからも「ベヘモットが現役の頃は統率がそれていた」「質が落ちた」と評されていた。

ソロモン商会
悪魔の力の売買をしている人間の組織。本部はロサンゼルスに存在する。かつてベルゼバブ1世を使役した最初の「紋章使い」である古代イスラエルの王・ソロモンを始祖としている。3人の老人を筆頭に対悪魔用兵器の開発・流通を行っており、現在はそれらを主軸に人間相手にも手広く商売を行っている。
大魔王の妻で七大罪の悪魔を抑え込める力を持ったアイリスを唆す形で協力させ、現在は大魔王を除く6人の魔王を手中に収めている。大魔王が治める王国と敵対しており、彼の血を引くベル坊を奪う為に殺六縁起の6人に悪魔の力を貸し与え、ベル坊を執拗に付け狙う。さらにベル坊の力を覚醒させるために男鹿との出会いから東邦神姫・聖石矢魔・ベヘモット34柱師団・殺六縁起との激闘を裏で操っていた。本編の3年前には当時親友だった姫川と久我山に悪魔の肖像をかけてオンラインゲームで対戦を申し込み、彼らが仲違いする切っ掛けを作った（どういう経緯で悪魔の肖像を入手したかは不明）。時期は不明だが、アリゾナの砂漠にある田舎町に巨大な工場を建設し、町の土地や金品等を根こそぎ奪っており、現地の住民達からは相当な恨みを買っている。男鹿がサタンを倒したのと同時期に本部を訪れた大魔王によって壊滅させられる。
キングジョーカー
ソロモン商会末端の不良集団。商会がアリゾナの砂漠に建設した工場の管理をしている。元々は気のいい不良集団であり、商会が町の女性達を攫って行った時も最後まで果敢に戦ったが、リーダーのコーリーが商会に抱き込まれ、悪魔と契約したことで強盗・恐喝などを行うまでになってしまう。ソロモン商会の指示で現地にやってきた男鹿達を捕えようとするが男鹿によってコーリーとタウロスが倒され壊滅する。

関東恵林気会（かんとうえりんぎかい）
神崎の父である武玄が組長を務める極道一家。石矢魔を拠点にその勢力を伸ばしている。
姫川財閥（ひめかわざいばつ）
古くは室町時代から遡る名家。時の権力者に疎まれて没落寸前だった所を明治時代に姫川の祖々父・達右衛門がブラックベル坊に似た像「ベルケン」を骨董品店で見つけたことが切っ掛けで、栄華を取り戻した。リーゼントを生業とし、男子はへその緒を切られると同時に髪型をリーゼントにされるらしい。

### 地理
人間界（にんげんかい）
人間が住む世界。
石矢魔（いしやま）
男鹿達が住む街。石矢魔高校をはじめとした不良校が多く存在する。
石矢魔ランド
石矢魔にある遊園地。初出はアニメ版だが、後に原作にも登場。『ごはんくん』のショーをやっていた。
高ヶ嶺の魔二津（たかがみねのまっぷたつ）
昔は人の寄り付かない修練場として恐れられていたが、今は賑やかになっている。
首切島（くびきりじま）
かつて流刑の地として島流しの罪人が多く送られた島。人形に憑依した下級悪魔が大量に住み着いている。
魔野浜（まのはま）
石矢魔から離れた場所にある海岸。陸の孤島と呼ばれるプライベートビーチとされている。周辺に出没する島の姿をした悪魔の影響で周辺の漁師が次々と行方不明になる事件が起きていた。
人喰い島
南太平洋上に浮かぶ無人島。島の周辺は別の時間が流れており、一度入ったら抜け出すことは困難であり、次元転送悪魔の能力でも発見することは不可能である。島の沢を流れる水や生えている植物には幻覚作用や攻撃性を促進させる成分が含まれており、大量に摂取すると理性を失う場合もある。実はこの島自体が悪魔であり、船の上で寝ることにより人間を島に引き込み、島に引き込んだ人間たちに島の植物や水を摂取させることで殺し合いをさせ、その骸に根を張ることで人間を捕食する。
リーゼン島（リーゼンとう）
アニメオリジナル。姫川財閥が所有するリーゼントの形をした島。姫川のリーゼントに使用されているポマードを製造している工場がある。
ロサンゼルス
ソロモン商会の本部が存在する街。街のギャングや警察はソロモン商会の息がかかっており、商会は街にいる全ての悪魔を感知しているという。

魔界（まかい）
大魔王を中心とした魔族が住む世界。
ベルゼビュート
魔界の王国で、ベル坊等の王族が住んでいた地。
ヴラドの魔境
時の権力者・ヴラド・ドラクルが心底恐れたと言われる場所。王国も手を出せない非干渉区域で、太古の凶暴な魔獣や未開の原住部族が多数生息する。
ヴァハムート公国
かつて竜族が治めていた国。現在は何らかの原因で滅んでおり、かつての城は現在はベヘモット34柱師団の拠点となっている。
サタナチア王国
かつて大魔王に制圧された王国。アスランはこの国の王族の生き残りに仕える密偵であった。

### その他
ヨーグルッチ
紙パックの飲み物であり、神崎の好物。ヨーグルッペのパロディである。アニメ版ではベル坊も好物としている。イカ風味や期間限定富良野ラベンダー味、期間限定桜餅味もある。
ストリーキングオブファイターズIV
格闘ゲーム。通称「ストIV」。内容は「脱げば脱ぐほど強くなる、男の戦士達が戦う格ゲー」で、玄人向けのゲーム。服が破ける程大技が出やすいが、全裸になると負け。試合は3本先取した方が勝ち。オンライン対戦も可能で、対戦相手とのメールのやり取りも可能。
the END of WAR 4
TPS（Third Person Shooter）ゲーム。地球に似た惑星「クリーン893」の領有権を巡る、仮想戦争ゲーム。ストIV同様、オンライン対戦も出来る。プレイヤーは突撃兵・衛生兵・工兵・偵察兵の4タイプの内一つを選択してプレイする。
クレイジーフロッグ
「the END of WAR 4」に登場する巨大兵器。1/80の確率（アニメ版では1/256）で出現するレアマシンで、巨大な足で相手を蹴散らすことができる。更に、姫川がゲームそのものを買い取り設定を変更したことで、五体のクレイジーフロッグによる合体兵器「マックス・デ・イシヤマオー」を生み出した。

カップル限定聖セントX'mas（カップルげんていセントセントクリスマス）
別名「聖石矢魔ベストカップル決定戦（グランプリ）」。聖石矢魔学園の年末最後のイベント。文字通り男女のカップルが二人一組でペアを組み、他のペアと様々な競技で競い合い優勝者を決める。毎年競技種目は変わるらしく、優勝したカップルには特典として「本物のサンタ」（石動）がプレゼントを配りに来る。
ごはんくん
作中に登場する漫画作品。連載50周年を迎えたロングセラーであり、男鹿や古市も愛読している。

## 備考

### 読切
2008年37・38合併号に掲載。金未来杯No.1。主要人物の設定は連載版に準ずる。

### コラボレーション
単行本第1巻ではコラボ企画として、作者がかつてアシスタントをしていた岩代俊明の連載作品『PSYREN -サイレン-』のキャラクターである雨宮のコスプレ姿をしているヒルダの描き下ろしイラストが掲載された（お返しとして『PSYREN』の7巻に作者の田村が描き下ろしイラストを執筆している）。同じく週刊少年ジャンプ連載の『いぬまるだしっ』はベル坊と同様「下半身を露出した男児」のいぬまるくんが主人公であり、同作第30話「露出を着こなす いぬまるくん」（コミックス2巻収録）1ページに週刊少年ジャンプを読むいぬまるくんがベル坊のイラストを見て、たまこ先生と共に驚愕するシーンがある。また同作コミックス3巻の最初に収録された「いぬまるだしっがまるかわり!! 人物相関図」にベル坊が登場しており、ライバル意識としていぬまるくん、担当編集としてビューティ中野につないでいる。

## 単行本
- 田村隆平 『べるぜバブ』 集英社〈ジャンプ・コミックス〉、全28巻
  1. 「魔王ひろいました」2009年7月8日第1刷発行（7月3日発売[集 1]）、ISBN 978-4-08-874732-3
  2. 「女2人」2009年9月9日第1刷発行（9月4日発売[集 2]）、ISBN 978-4-08-874774-3
  3. 「登場!!」2009年11月9日第1刷発行（11月4日発売[集 3]）、ISBN 978-4-08-874775-0
  4. 「花火とケンカは石矢魔名物」2010年2月9日第1刷発行（2月4日発売[集 4]）、ISBN 978-4-08-874797-2
  5. 「ほんまかい」2010年4月7日第1刷発行（4月2日発売[集 5]）、ISBN 978-4-08-870025-0
  6. 「聖石矢魔学園」2010年6月9日第1刷発行（6月4日発売[集 6]）、ISBN 978-4-08-870051-9
  7. 「全面対決です」2010年8月9日第1刷発行（8月4日発売[集 7]）、ISBN 978-4-08-870090-8
  8. 「バレーボール勝負!!」2010年11月9日第1刷発行（11月4日発売[集 8]）、ISBN 978-4-08-870128-8
  9. 「魔王が来たりて」2010年12月31日第1刷発行（12月29日発売[集 9]）、ISBN 978-4-08-870165-3
  10. 「泣きむし兄弟」2011年3月9日第1刷発行（3月4日発売[集 10]）、ISBN 978-4-08-870193-6
  11. 「ゲーム勝負!!」2011年5月7日第1刷発行（5月2日発売[集 11]）、ISBN 978-4-08-870223-0
  12. 「ヒルダの怒り」2011年7月9日第1刷発行（7月4日発売[集 12]）、ISBN 978-4-08-870259-9
  13. 「男鹿らしくしなさい」2011年9月7日第1刷発行（9月2日発売[集 13]）、ISBN 978-4-08-870286-5
  14. 「侵入!悪魔野学園」2011年12月7日第1刷発行（12月2日発売[集 14]）、ISBN 978-4-08-870318-3
  15. 「王と男鹿」2012年3月7日第1刷発行（3月2日発売[集 15]）、ISBN 978-4-08-870373-2
  16. 「たつみさん」2012年6月9日第1刷発行（6月4日発売[集 16]）、ISBN 978-4-08-870405-0
  17. 「修学旅行に行くのダッ!!」2012年8月8日第1刷発行（8月3日発売[集 17]）、ISBN 978-4-08-870480-7
  18. 「ヒーローショーに行くのダ!!」2012年10月9日第1刷発行（10月4日発売[集 18]）、ISBN 978-4-08-870519-4
  19. 「リーゼント」2012年12月9日第1刷発行（12月4日発売[集 19]）、ISBN 978-4-08-870554-5
  20. 「男鹿VS古市」2013年3月9日第1刷発行（3月4日発売[集 20]）、ISBN 978-4-08-870619-1
  21. 「X'mas最終決戦!!」2013年5月7日第1刷発行（5月2日発売[集 21]）、ISBN 978-4-08-870664-1
  22. 「殺六縁起」2013年7月9日第1刷発行（7月4日発売[集 22]）、ISBN 978-4-08-870767-9
  23. 「よく分かる王臣紋」2013年9月9日第1刷発行（9月4日発売[集 23]）、ISBN 978-4-08-870803-4
  24. 「鷹宮とルシファー」2013年11月6日第1刷発行（11月1日発売[集 24]）、ISBN 978-4-08-870836-2
  25. 「迫撃!!トリプル古市」2014年1月9日第1刷発行（1月4日発売[集 25]）、ISBN 978-4-08-870889-8
  26. 「母を訪ねて何千里?」2014年4月9日第1刷発行（4月4日発売[集 26]）、ISBN 978-4-08-880042-4
  27. 「グッドバブ!!石矢魔高校」2014年6月9日第1刷発行（6月4日発売[集 27]）、ISBN 978-4-08-880070-7
  28. 「親と子」2015年5月6日第1刷発行（5月1日発売[集 28]）、ISBN 978-4-08-880411-8

## 小説
大長編べるぜバブ　ベルベル☆西遊記　魔王、孫悟空になる
『べるぜバブ』初小説化。魔界から取り寄せた絵本が欠陥品だった事から現実世界と絵本の中身「西遊記」が入れ替わってしまう。
コミックス10巻に収録された番外の短編物語が好評価を得たので小説版として長編物語となった。また、2012年の正月スペシャルでアニメ化されている。
時間軸は原作第5巻（ラミアとフォルカスが魔界に帰る直前）だが、姫川の素顔がイケメンである事や、神崎が既に由加から慕われている等、一部の設定は同時発売の原作第11巻までの内容に準拠している。
なお、作中における西遊記での役割は以下の通り。
男鹿：三蔵法師、ベル坊：孫悟空、古市：木→猪八戒、葵：沙悟浄、ラミア：観世音菩薩、神崎：銀角、姫川：金角、東条：牛魔王、ヒルダ：羅刹女
大長編べるぜバブ　ベルベル☆タイムトラベル　時をかけるベル坊
『べるぜバブ』小説第二弾。アランドロンの持ってきた魔界の電子レンジの誤作動で男鹿達が江戸時代にタイムスリップし、更にベル坊が記憶喪失になってしまう。そんな時、偶然出会った葵に瓜二つの藍姫から自分の城の宝物庫に魔界の電子レンジが保管されていると告げられる。魔界レンジを取り戻し元の時代に戻るため、藍姫の提案のもと「石武際」という大会に出ることになる。
ちなみに著者のSOW曰く小説版第二弾の発案の切っ掛けは「パー子（花澤由加）のくの一姿が見たかったから」との事。
主な登場人物
男鹿辰巳、ベル坊、ヒルダ、古市貴之、アランドロン、邦枝葵、神崎一、姫川竜也、東条英虎、夏目慎太郎、城山猛、花澤由加
大短編べるぜバブ　ベルベル☆校外乱闘!!　石矢魔ヤンキー列伝
『べるぜバブ』小説第三弾。ラミア・姫川・東条・古市の四人の物語を収録した短編集。誕生日にも拘らず扱いの酷い古市にラミアが贈るプレゼント、自分と瓜二つだが超貧乏で心の綺麗な男と出会った姫川、修学旅行で無くなったお金を稼ごうとバイトに勤しむ東条、今や悲惨な扱いになってしまった古市の人生奪還ゲームの四つの物語を収録。

## ヴォイスコミック
集英社のヴォイスコミック「VOMIC」として、2009年8月にジャンプ専門情報番組『サキよみ ジャンBANG!』にて放送され、同年9月から2010年7月までVOMIC公式サイトで配信された。各3分、全4話。
2010年10月からは、ジャンプ・スーパーアニメツアー2010にて上映されたアニメ版の声優（男鹿役の小西克幸は除く）により新たに収録されたものが配信中。

## イベント用アニメ
べるぜバブ 拾った赤ちゃんは大魔王!?
2010年10月23日以降、『ジャンプ・スーパーアニメツアー2010』にて上映。物語序盤のダイジェスト的な内容。単行本第9巻の限定版同梱DVDに本作が収録。

### スタッフ（JSAT10）
- 原作 - 田村隆平（集英社『週刊少年ジャンプ』連載）
- 監督・絵コンテ・演出 - 高本宣弘
- 脚本 - 横谷昌宏
- キャラクターデザイン・総作画監督 - 吉岡毅
- 作画監督 - 中村深雪、Kim Je・Hyung、羽野廣範
- 美術監督 - 東潤一
- 色彩設計 - 甲斐けいこ
- 撮影監督 - 松本敦穂
- 編集 - 瀬山武司
- 音響監督 - 高橋剛
- 音楽 - 高梨康治、藤澤健至
- プロデューサー - 清水修
- アニメーション制作 - studioぴえろ+
- 制作・著作 - 集英社

### 主題歌（JSAT10）
オープニングテーマ「アッパレ☆番長参上!べるぜバブ!」
作詞 - 六ツ見純代 / 作曲 - 小杉保夫 / 編曲 - 藤澤健至 / 歌 - 竹内浩明

## テレビアニメ
2011年1月9日より2012年3月25日まで、読売テレビ・日本テレビ系列（NNS加盟29局）で毎週日曜7時00分より放送。全60話。読売テレビ・日本テレビ系列にて、少年ジャンプ原作のアニメが放送されるのは、北条司原作の『シティーハンター '91』が終了して以来19年3か月ぶり。なお、全国ネットではない作品も含めれば、関東ではUHFアニメ形式で放送された『ぬらりひょんの孫』の方が先である。
原作とテレビでは各登場人物の設定変更を含め、原作では初対面の人物同士が既に知り合いとして登場などの違いが存在する。原作におけるシリアスな展開やお色気描写はほぼ全面的にカットされ、コミカルで軽快な内容となっている。ストーリー全体としては第50話までは概ね原作を意識したものとなっていたが、第51話 - 第57話および第60話（最終話）はアニメオリジナル回である。テレビ放送終了からしばらくして原作も終了している。
同年3月11日に発生した東日本大震災に伴い、3月13日はNNN報道特別番組のために放送を休止。翌週3月20日は放送を自粛して『夢色パティシエール』の第2話を再放送し、3月27日に本作の放送を再開している。3月13日・20日に放送予定だった回は、話数を入れ替えるかたちで後日放送された。放送開始の第10話の冒頭ではキャラクターのメッセージがあり、オープニングやエンディングは東日本大震災に関する映像が一部変更され、本編でも東日本大震災に関するシーンは映されなかった。また、DVDシリーズの発売開始時期が同年4月20日から6月29日へ変更された。その他、東日本大震災によるもの以外にも、2011年8月21日は『24時間テレビ』のため、2012年1月1日は『“意外とタメになるTV”新春ZIP!&ズムサタSP2012』のため放送休止となった。
番組開始当初の提供アナウンスは読売テレビ・日本テレビ系全国ネットのアニメ番組枠では珍しく、キャラクターによるものではなく読売テレビアナウンサーが提供読みを行っていたが、第5話よりキャラクターが提供読みを行うようになった。また、第1話の本放送時に、EDの途中で提供クレジットが表示される放送事故が起こった。
掲載誌の『週刊少年ジャンプ』と同じ版元の少女漫画雑誌『りぼん』2011年5月号以降、本作（テレビアニメ・原作双方）の紹介記事が掲載されている（前作『夢色パティシエール』も『週刊少年ジャンプ』に紹介記事が掲載された時期があった）。ただし、いずれも、目次には掲載されない自社広告の扱いである。
2011年10月9日より札幌テレビ（STV）・福島中央テレビ（FCT）の2局では当番組の直後に『HUNTER×HUNTER』の放送が始まったため、少年ジャンプ原作のアニメ作品が2本続けて放送されることになった。この状態は、本番組が終了するまで続いた。

### スタッフ
- 原作 - 田村隆平（集英社『週刊少年ジャンプ』連載）
- 監督 - 高本宣弘
- シリーズ構成 - 横谷昌宏
- キャラクターデザイン - 吉岡毅
- 総作画監督 - 番由紀子、石川健介、烏宏明（第49話 - 第60話）
- プロップデザイン - 岩永悦宜
- 美術監督 - 東潤一→清水健太
- 色彩設計 - 甲斐けいこ、小野寺笑子
- 撮影監督 - 松本敦穂
- 編集 - 瀬山武司
- 音響監督 - 高橋剛
- 音楽 - 高梨康治、藤澤健至
- 音楽プロデューサー - 藤田昭彦
- チーフプロデューサー - 大熊保幸→伊藤憲浩、早川英→山西太平、本間道幸
- プロデューサー - 永井幸治、古川慎
- アニメーションプロデューサー - 清水修
- アニメーション制作 - studioぴえろ+
- 制作 - べるぜバブ製作委員会（読売テレビ、集英社、電通、ぴえろ）

### 主題歌
全話通じてオープニングテーマは男性、エンディングテーマは女性が担当。
いずれも当時ソニーミュージック系レーベルの所属アーティストであり、後番組『宇宙兄弟』や後継の番組枠となる土曜17:30枠のアニメ作品でもこの流れは継承されている。
オープニングテーマ
「だだだ」（第1話 - 第10話）
作詞 - 宮藤官九郎 / 作曲 - 富澤タク / 歌 - グループ魂
第10話は東日本大震災に伴い映像を一部変更。第15話では挿入歌、第60話ではエンディングテーマとして使用。
「始まるのは、サヨナラ」（第11話 - 第23話）
作詞 - 井上秋緒 / 作曲・編曲 - 浅倉大介 / 歌 - ON/OFF
第16話では挿入歌として使用。
「Hey!!!」（第24話 - 第35話）
作詞 - Kohshi Asakawa / 作曲 - Takeshi Asakawa / 編曲 - 篤志/ 歌 - FLOW
「Baby U!」（第36話 - 第48話）
作詞 - MIZUE、チョンドゥン / 作曲 - Zeenan / 編曲 - Mitsu Ishibashi / 歌 - MBLAQ
「Only you -キミとのキヅナ-」（第49話 - 第60話）
作詞 - みく / 作曲 - 角田崇徳 / 編曲 - 宅見将典 / 歌 - Lc5

エンディングテーマ
「Answer」（第1話 - 第10話）
作詞 - 秋元康 / 作曲・編曲 - 伊藤心太郎 / 歌 - ノースリーブス
第10話は東日本大震災に伴い映像を一部変更。第15話では挿入歌として使用。
「つよがり」（第11話 - 第23話）
作詞・作曲 - しほり / 編曲 - 太田雅友 / 歌 - 中川翔子
第16話では挿入歌として使用。
「なないろ☆ナミダ」（第24話 - 第35話）
作詞 - kenji&Jane / 作曲 - 古川貴浩 / 編曲 - 釣俊輔 / 歌 - Tomato n' Pine
「パペピプ♪パピペプ♪パペピプポ♪」（第36話 - 第48話）
作詞・作曲・編曲 - 田尻知之、本澤尚之 / 歌 - 佐々木希
「少女トラベラー」（第49話 - 第59話）
作詞 - tzk / 作曲・編曲 - 高橋浩一郎 / 歌 - 9nine
挿入歌「蝋人形の館」（第5話）
作詞・作曲 - ダミアン浜田 / 歌 - 聖飢魔II
クレジット表記は「ベル坊のお気に入りの曲」。

### 各話リスト
アニメ公式サイトでの話数単位は第9話までは「＃○○」、東日本大震災の発生による休止後に再開した第10話からは原作と同じ「バブ○○」に変更された。そのため、ここでは一律話数単位を「バブ」と表記する。また、アニメ版オリジナルストーリーのサブタイトルは、太字で表記するものとする。
| 放送日        | 話数     | サブタイトル                                 | 脚本       | 絵コンテ         | 演出             | 作画監督                                       |
| ------------- | -------- | -------------------------------------------- | ---------- | ---------------- | ---------------- | ---------------------------------------------- |
| 2011年 1月9日 | バブ1    | 魔王拾いました                               | 横谷昌宏   | 高本宣弘         | 川西泰二         | 中村深雪、一居一平                             |
| 1月16日       | バブ2    | 子連れ番長はじめました                       | 横谷昌宏   | 蓮生霞           | 蓮生霞           | 藤原未来夫                                     |
| 1月23日       | バブ3    | 強くて凶暴なヤローいませんか?                | 山口宏     | うえだひでひと   | 渡部穏寛         | 織岐一寛                                       |
| 1月30日       | バブ4    | 魔王のおもらし 決壊1秒前ですが               | 伊藤美智子 | 新留俊哉         | 佐々木真哉       | Chang Bum Chul Kim Jac Hyung                   |
| 2月6日        | バブ5    | 金で買えないものはありません                 | 岡篤志     | 影山楙倫         | 佐藤まさふみ     | 渡辺奈月                                       |
| 2月13日       | バブ6-A  | 魔界のおもちゃ届きました                     | 梅原英司   | 東出太           | 東出太           | 東出太                                         |
| 2月13日       | バブ6-B  | お医者さんごっこしました                     | 梅原英司   | 東出太           | 東出太           | 東出太                                         |
| 2月20日       | バブ7    | 魔王も公園デビューします                     | 柿村イサナ | 下田正美         | マツモトマサユキ | Park Chang Hwan Eum Ik Hyun Seo Jin Won        |
| 2月27日       | バブ8    | また出会いました                             | 山口宏     | まついひとゆき   | 西村博昭         | Ha Hyun Jo Chang Bum Chul                      |
| 3月6日        | バブ9    | 恋はハリケーンです                           | 伊藤美智子 | ユキヒロマツシタ | 遠藤晋           | 宍戸久美子、杉本道明 武内啓、都竹隆治 野崎麗子 |
| 3月27日       | バブ10   | 弟子ができました                             | 梅原英司   | うえだひでひと   | 渡部穏寛         | 織岐一寛                                       |
| 4月3日        | バブ11   | 金で買えないもの、ありました                 | 柿村イサナ | 新留俊哉         | 松本マサユキ     | Chang Bum Chul Ha Hyun Jo                      |
| 4月10日       | バブ12   | 今夜は寝かせません                           | 梅原英司   | 今泉賢一         | 佐藤まさふみ     | 渡辺奈月                                       |
| 4月17日       | バブ13-A | ベル坊 実力テストです                        | 横谷昌宏   | 今泉賢一         | 川西泰二         | 一居一平、富山大輔                             |
| 4月17日       | バブ13-B | ヒルダ 拝啓大魔王様                          | 横谷昌宏   | 今泉賢一         | 川西泰二         | 一居一平、富山大輔                             |
| 4月24日       | バブ14   | 必殺技、ありますか?                          | 山口宏     | ユキヒロマツシタ | 熨斗谷充孝       | 藤原未来夫                                     |
| 5月1日        | バブ15   | 不良が水着に着替えました                     | 横谷昌宏   | 影山楙倫         | 高橋英俊         | Cha sung ll Park Chang Hwan                    |
| 5月8日        | バブ16   | なかなか男じゃないですか                     | 山口宏     | 古川順康         | 古川順康         | 遠藤裕一、窪詔之                               |
| 5月15日       | バブ17   | 魔界の宿題どうでしょう?                      | 柿村イサナ | まついひとゆき   | 西村博昭         | Park Chang Hwan                                |
| 5月22日       | バブ18   | 子連れ番長、やめました                       | 梅原英司   | 下田正美         | 川西泰二         | 武内啓、野崎麗子                               |
| 5月29日       | バブ19   | 医者が来ました                               | 柿村イサナ | 影山楙倫         | 清水聡           | 藤原未来夫                                     |
| 6月5日        | バブ20   | 全員集合です                                 | 梅原英司   | うえだひでひと   | 渡部穏寛         | 織岐一寛                                       |
| 6月12日       | バブ21   | 石矢魔最強、どっちでしょう?                  | 横谷昌宏   | まついひとゆき   | 川西泰二         | 一居一平、富山大輔                             |
| 6月19日       | バブ22   | 山ごもりです                                 | 山口宏     | 今泉賢一         | 高橋英俊         | Cha Sung Il                                    |
| 6月26日       | バブ23   | ほんまかい                                   | 梅原英司   | 影山楙倫         | 松本マサユキ     | Park Chang Hwan                                |
| 7月3日        | バブ24   | ただいまかい                                 | 柿村イサナ | まついひとゆき   | 熨斗谷充孝       | 藤原未来夫                                     |
| 7月10日       | バブ25   | 新学期始まりました                           | 梅原英司   | 佐藤まさふみ     | 佐藤まさふみ     | 渡辺奈月                                       |
| 7月17日       | バブ26   | アニキと呼んでもいいですか                   | 横谷昌宏   | 下田正美         | 西村博昭         | Choi Jong Gi Park Jong Jun Jo Young Rae        |
| 7月24日       | バブ27   | 魔法少女と呼ばれて                           | 柿村イサナ | まついひとゆき   | 川西泰二         | 一居一平、野崎麗子                             |
| 7月31日       | バブ28   | 身体測定してみましょう                       | 梅原英司   | 今泉賢一         | 高橋英俊         | Chang Bum Chul                                 |
| 8月7日        | バブ29   | 六騎聖って何ですか?                          | 山口宏     | 下田正美         | 渡部穏寛         | 織岐一寛、中本尚                               |
| 8月14日       | バブ30   | 六騎聖は誰でしょう?                          | 横谷昌宏   | 古川順康         | 古川順康         | 遠藤裕一、窪詔之                               |
| 8月28日       | バブ31   | 決着、つきませんでした                       | 横谷昌宏   | まついひとゆき   | 松本マサユキ     | Park Chang Hwan Park Sang Jin                  |
| 9月4日        | バブ32   | 転校少女に ナニが起こりましたか?             | 柿村イサナ | 下田正美         | 熨斗谷充孝       | 藤原未来夫                                     |
| 9月11日       | バブ33   | 過去に傷、ありました                         | 梅原英司   | うえだひでひと   | 渡部穏寛         | 織岐一寛、中本尚                               |
| 9月18日       | バブ34   | メイドお騒がせします                         | 山口宏     | 佐藤まさふみ     | 佐藤まさふみ     | 柴多志朗                                       |
| 9月25日       | バブ35   | 試合開始の時間です                           | 柿村イサナ | まついひとゆき   | 川西泰二         | 一居一平、野崎麗子                             |
| 10月2日       | バブ36   | 決着、やっとつきました                       | 梅原英司   | 下田正美         | 西村博昭         | Cha Sung Il Choi Jong Gi                       |
| 10月9日       | バブ37   | その男、先生でした                           | 梅原英司   | 渡部穏寛         | 渡部穏寛         | 織岐一寛、中本尚                               |
| 10月16日      | バブ38   | 兄弟ゲンカ、始めました                       | 柿村イサナ | ユキヒロマツシタ | 高橋英俊         | Chang Bum Chul                                 |
| 10月23日      | バブ39   | 兄は泣き虫でした                             | 横谷昌宏   | まついひとゆき   | 松本マサユキ     | Park Chang Hwan Park Sang Jin                  |
| 10月30日      | バブ40   | 刺客（しきゃく）は客（きゃく）ではありません | 柿村イサナ | 下田正美         | 熨斗谷充孝       | 藤原未来夫                                     |
| 11月6日       | バブ41   | 絶体絶命どうしましょう                       | 梅原英司   | ユキヒロマツシタ | 岡辰也           | 織岐一寛、中本尚                               |
| 11月13日      | バブ42   | 修行の時間ですよ                             | 山口宏     | 佐藤まさふみ     | 佐藤まさふみ     | 柴多志朗、渡辺奈月                             |
| 11月20日      | バブ43   | 兄はどこへ消えたのでしょう?                  | 柿村イサナ | 古川順康         | 古川順康         | 遠藤裕一、窪詔之                               |
| 11月27日      | バブ44   | 強くならなきゃいけません                     | 梅原英司   | 下田正美         | 西村博昭         | Cha Sung Il Jo Young Rae Kim Seong Beom        |
| 12月4日       | バブ45   | ゲームは一日1時間までです                    | 柿村イサナ | ユキヒロマツシタ | 木村延景         | 森本由布希                                     |
| 12月11日      | バブ46   | 燃えろ、超絶合体!                            | 山口宏     | まついひとゆき   | 川西泰二         | 一居一平、野崎麗子 Park Hong Kun               |
| 12月18日      | バブ47   | お待たせしました                             | 横谷昌宏   | 渡部穏寛         | 渡部穏寛         | 織岐一寛、中本尚                               |
| 12月25日      | バブ48   | オレが親です                                 | 横谷昌宏   | まついひとゆき   | 高橋英俊         | Chang Bum Chul                                 |
| 2012年 1月8日 | バブ49   | べるぜバブお正月スペシャル! ベルベル西遊記   | 柿村イサナ | 下田正美         | 松本マサユキ     | Park Chang Hwan Lee Suk In                     |
| 1月15日       | バブ50   | 今日は中身が違います                         | 梅原英司   | 古川順康         | 熨斗谷充孝       | 藤原未来夫                                     |
| 1月22日       | バブ51   | コマ犬様が見てる                             | 山口宏     | 渡部穏寛         | 渡部穏寛         | 織岐一寛、酒井智史 筆坂明規                    |
| 1月29日       | バブ52   | そして不良は 誰もいなくなりました            | 横谷昌宏   | まついひとゆき   | 清水一伸         | 渡辺奈月                                       |
| 2月5日        | バブ53-A | ベル坊 はじめての征服                        | 梅原英司   | 下田正美         | 西村博昭         | Lee Jeon Jong Cha Sung Il                      |
| 2月5日        | バブ53-B | 古市 恋しました                              | 梅原英司   | 下田正美         | 西村博昭         | Lee Jeon Jong Cha Sung Il                      |
| 2月12日       | バブ54   | 黒ベル坊、育ちました                         | 柿村イサナ | 今泉賢一         | 川西泰二         | 一居一平                                       |
| 2月19日       | バブ55-A | リーゼント、なくしちゃいました               | 岡篤志     | 渡部穏寛         | 渡部穏寛         | 織岐一寛、中本尚 筆坂明規                      |
| 2月19日       | バブ55-B | 大魔王、来ちゃいました                       | 岡篤志     | 渡部穏寛         | 渡部穏寛         | 織岐一寛、中本尚 筆坂明規                      |
| 2月26日       | バブ56-A | 裏切りですか                                 | 山口宏     | 下田正美         | 高橋英俊         | Chang Bum Chul                                 |
| 2月26日       | バブ56-B | 男たちの番か…                                | 山口宏     | 下田正美         | 高橋英俊         | Chang Bum Chul                                 |
| 3月4日        | バブ57-A | 饅頭、食べませんか?                          | 柿村イサナ | まついひとゆき   | 松本マサユキ     | Lee Suk In                                     |
| 3月4日        | バブ57-B | 混浴、しませんか?                            | 柿村イサナ | まついひとゆき   | 松本マサユキ     | Lee Suk In                                     |
| 3月11日       | バブ58   | 悪魔野学園、開校しました                     | 梅原英司   | 今泉賢一         | 熨斗谷充孝       | 竹内昭                                         |
| 3月18日       | バブ59   | オレたちが最強です                           | 横谷昌宏   | 渡部穏寛         | 渡部穏寛         | 織岐一寛、中本尚 筆坂明規                      |
| 3月25日       | バブ60   | さよならは言いません                         | 横谷昌宏   | 高本宣弘         | 高本宣弘         | 一居一平、Jo Young Rae Kim Hyon Ok             |

### 放送局
| 放送局                                | 放送期間                                             | 放送日時                              | 備考             |
| ------------------------------------- | ---------------------------------------------------- | ------------------------------------- | ---------------- |
| 読売テレビ・日本テレビ系列 (NNS) 29局 | 2011年1月9日 - 2012年3月25日                         | 日曜 7:00 - 7:30                      |                  |
| アニマックス                          | 2011年6月10日 - 6月24日 2011年7月1日 - 2012年8月10日 | 金曜 19:00 - 19:30 金曜 19:30 - 20:00 | リピート放送あり |

| 読売テレビ制作・日本テレビ系列 日曜7:00 - 7:30枠 | 読売テレビ制作・日本テレビ系列 日曜7:00 - 7:30枠 | 読売テレビ制作・日本テレビ系列 日曜7:00 - 7:30枠 |
| 前番組                                           | 番組名                                           | 次番組                                           |
| ------------------------------------------------ | ------------------------------------------------ | ------------------------------------------------ |
| 夢色パティシエールSP プロフェッショナル          | べるぜバブ                                       | 宇宙兄弟                                         |

### DVD化
本編のDVDは松竹から発売。第1巻が2011年6月29日に発売され（本来は4月20日に発売予定だったが、東日本大震災の影響で発売延期となった）、以降1ヶ月に1巻ずつリリースされている。映像特典として、第1巻から第6巻にはオリジナルショートアニメ「走れ!ベル坊刑事!!」、第7巻から第13巻には「魁!!ベルっと新撰組」、第14巻から第16巻には「解決!!ベル坊探偵名推理」が収録されている。